# 赤木しげる
- 天 天和通りの快男児 > 赤木しげる
- アカギ 〜闇に降り立った天才〜 > 赤木しげる

赤木しげる（あかぎ しげる、1945年 - 1999年9月26日）とは、福本伸行の漫画作品『天 天和通りの快男児』に登場する架空の人物であり、そのスピンオフ作品である『アカギ 〜闇に降り立った天才〜』の主人公である。

## 人物
白髪の博徒。才知、直感、運気、精神力など、ギャンブルで勝つために必要な要素全てが超人的なレベルに達している孤高の天才として描かれている。
「雨降る場末の雀荘に迷い込んだひとりの少年。それまでの短い人生を否が応にも人に想像することを強いる真っ白な髪、その目は底なしの闇」と『アカギ』の1巻で言及されているように、最も若い登場シーンは13歳（1958年）であるが、その頃から既に白髪であった。
常識、損得、生死に囚われず、勝負そのものや信念の貫徹を希求する赤木しげるの姿勢は、大金や生存を目的とする極限の勝負を描くことの多い福本作品の中において異彩を放つものとなっている。

## 『アカギ』での赤木しげる（少年・青年期）
主人公である白髪の少年。
才気・精神性・運量・腕力、その全てが常軌を逸しており「悪魔」と比喩される。麻雀・その他ギャンブルの天才だが、金欲や物欲はなく、たとえ大金を手にしてもあっさり擦ってしまう。馴れ合うことを嫌い、若年ながら一匹狼で数々の修羅場をくぐりぬけ、伝説を築き上げていく。独自の死生観を持ち、自らを「半死人」と評す程に生への欲求を感じられず、死への恐怖を感じない自分を異常者であると理解している。
ギャンブルに対してはジャンキーを自負しており、ほどほどで勝てばいいのに、相手が実力行使で出るまで止めれないという癖がある。

### 来歴（少年・青年期）
親兄弟、その他の生い立ちは不明。推定される生年は1945年（昭和20年）生まれ。
昭和33年、13歳の時にチキンラン勝負を行い生き残り、嵐を避けるために場末の雀荘に立ち寄る。そこで命懸けの麻雀勝負をしていた南郷はアカギに異様な才気を感じ、自分の代打ちを頼む。この時は麻雀のルールすら全く知らず、南郷から簡単に教わっただけであったが、瞬く間にその天賦の才能を開花させ熟練者竜崎を圧倒。敵方もプロの代打ち矢木圭次を投入するが、覚醒したアカギを止められず、二連勝でアカギの勝利となる。また、この時にチキンラン勝負の生き残り(＝アカギ)を捜索していた不良刑事・安岡と知り合う。
矢木戦の延長戦として五日後に、勝ち金800万円を賭けて裏世界で五指に入る実力者市川と対戦、ギリギリの激闘の末に勝利。一躍その名を裏世界に轟かせる。しかし、その後アカギは雲隠れしてしまう。
6年後、アカギは玩具工場で働きながら、チンピラの間で喧嘩狂として名を馳せていた（その6年間も命懸けの勝負をし続けていた旨の発言をしている）。安岡が赤木しげるの名を騙らせたニセアカギ（平山幸雄）を倒したプロの代打ち浦部と対戦、圧倒的不利を覆し勝利。その後、町中の雀荘で勝負を挑んできた仲井純平と対局し勝利した後、再び行方をくらませてしまう。
1年後、ヤクザの賭場での丁半博打に勝ち続けたため言いがかりをつけられて殺されかける。安岡と仰木が駆けつけ事なきを得るが肩を負傷。その治療先の病院で戦後の日本を裏から支配してきた闇の王、鷲巣巌との対局を依頼され、鷲巣を自らと同類の異端者と感じ取り、これを了承する。そんなアカギを待ち受けていたものは、鷲巣が対戦相手の死に怯える姿を見るために考案した、血液と億単位の大金を賭ける特殊な麻雀「鷲巣麻雀」であった。
長きに渡る鷲巣麻雀においては終始優勢に対局を進めるものの、1800ccの血液を失って昏倒するなど、生死の境を彷徨う極限の死闘を演じた。最終的には鷲巣が大量の出血で卒倒したことにより、ルール上の勝利を収めることとなったが、戦いの内容から、アカギは実際に勝利したのは鷲巣であり、敗北したのは自分だと語って、対決で得られるはずの金も受け取ることなく立ち去っていった。戦いから3年後の最終回でも、治から負けた事がある相手を聞かれたアカギは鷲巣の姿を思い浮かべており、アカギにとってこの戦いの勝者は鷲巣であった。
鷲巣麻雀から更に3年後、玩具工場時代の同僚だった野崎治とともに、地方の賭場を巡って放浪する姿が描かれ、『アカギ』の幕が降りている。
なおアニメでは原作が終了していなかったため、鷲巣編の途中である半荘4回終了時で終了し、「鷲巣との戦いは伝説として語り継がれ、後に神域の男として裏社会に君臨する」とされている。

## 『天』での赤木しげる（壮年・中年期）
何の後ろ盾もなくただ己の能力のみを頼りに生きてきた伝説の博徒。
3年ほど裏社会の頂点に君臨していたが、立場や名声が自分を束縛するという主義のため、早い段階で引退した。「神域の男」「鬼神」「百年に一人の天才」「転ばずの赤木」といわれ、数えきれないほどの伝説をもつ。勝負事において無敵といえるが、全盛期と比べるとその運気にわずかに翳りがみられる場面もあった。華のある打ち筋が、だんな衆（極道ではない一般の博打愛好家）に人気があったという。
青年期までと同様、勝負事に対するどこまでも真摯な姿勢、何よりも真剣勝負を好む信条は一貫して変わっていない。しかし、少年・青年期に見られた狂気を孕むかのような鋭く尖った性格はやや和らぎ、深夜に料理人にふぐ刺しを無理やり作らせて一口しか食べない、鷲尾・金光を引き連れてハワイ旅行をし現地でゴルフ三昧に興じるなどの、コミカルな描写も見られるようになっている。また、ひろゆきに先達として多くのアドバイスを送ったり、自らが死の淵にありながら、死の恐怖に怯える銀次を優しく諭すなど、口数の多くなかった少年・青年期に比べ雄弁にもなった。

### 来歴（壮年・中年期）
裏社会からの引退から3年後、半荘60回の勝負で自分の代理にした代打ち・室田が天貴史に敗れたことで、天と対戦。終始天を圧倒する。勝負の折り返し地点となる30荘目、オーラスで天がダブロンを利用して赤木の勝利を防ぎ西入に持ち込まれ、ここからツキを天に持っていかれて大差をつけられたまま西4局を迎える。役満を天に直撃しないと逆転できないという厳しい状況で、驚異的な裏ドラへの読みを見せ倍満を直取りするが、全盛期に比べてわずかに運気が翳った描写があり、逆転はできなかった。もう3つドラが乗っていれば逆転だった上、裏ドラは両隣どちらももし開いていたら暗刻にドラが乗っていた状況（＝逆転）であり、赤木もそれに気付いており終了後に天、ひろゆきを戦慄させた。この半荘一回の負けを理由に勝負から手を引く。
天との勝負から2年後、日本屈指の裏雀士たちが集まり雌雄を決する「東西戦」に参加。天が頭をつとめる東陣営に入り、現役最強の代打ち原田克美や赤木出現以前の裏世界最強であり『天』における赤木のライバル僧我三威らを相手に、ひとり別次元の強さを発揮し東軍巻き返しの原動力となる。また東軍所属の未熟な青年井川ひろゆきに対して助言する場面も多く、師弟のような関係になる。
東西戦の9年後、麻雀を理解できなくなるほどの重度のアルツハイマー型認知症にかかり、「赤木しげるとしての自分」が消える前に安楽死を決意。東西戦の仲間やライバル達に必死に翻意を促される。この際、僧我に赤木を生かすためと決着をつけるために最後のギャンブル勝負を挑まれるが、そこでも確率を無視したような直感力をみせている。
最後の仲間達との会話の中で、晩年、何人かの人間に借金があったことが語られている。債権者は「貸してる気じゃなかったみたいだぜ」「押しつけるように渡してきた（清算した）が……葬式の香典でそっくりそのまま返ってきやがった」と語られているが、負債の内容がギャンブルによるものなのかは不明である。元々「成功を積み上げ過ぎると自分を縛る。だから成功をする度にそれを崩してきた」ために、勝負事で大金を得てもすぐにそれを溶かしていた。
「記憶を全部失って廃人となっても、自分が「家族」として面倒を見る。死なないでくれ」と泣きながら懇願する天の真心に触れ、「俺には家族はいなかったが友はいた」と作中で初めて目に涙を浮かべて感謝を伝えた。それでも最期まで決意が揺らぐことはなく、1999年（平成11年）9月26日、仲間たちに看取られながら静かに死去。享年53。

## 他者との関わり
井川 ひろゆき
他の者には見せない面倒見の良さを見せ、東西戦で最も多くのアドバイスを送った。通夜編では、人生に燻り続けていたひろゆきに熱く生きることを諭し、彼の人生に絶大な影響を与えた。
赤木の死後、ひろゆきは彼の遺志を継ぐ者として麻雀の世界に返り咲くこととなる（『HERO -逆境の闘牌-』）。
野崎 治
玩具工場時代の同僚で、イカサマ麻雀でタカられていた所を救い出したことから、非常に慕われている。一方赤木は、自分の旅に付いて来るのではなく、ラーメンの修行でもして自分の店を持てとアドバイスしている。
2019年現在、74歳にして東京でラーメン屋を営む。治にとって「アカギと同じハートを持っている」と感じられる若者・マミヤの連絡役を務める（『闇麻のマミヤ』。第0話ではコンビ打ちを務めた）。
僧我 三威
壮年期における赤木のライバル的存在。赤木の前に裏社会に君臨した「怪物」。僧我の名前を聞いた時には珍しく戦いに意欲を見せていた。
天 貴史
好敵手であり同じ陣営で戦った仲間。死の間際に必死で自殺をとどまらせようとした行為に、自分には家族はいないが「友」はいた、と思わせ赤木に涙させた男。
鷲尾 仁・金光 修蔵
北海道・東北における強豪の博奕打ちで、連れ立ってハワイ旅行に行くなど赤木と親交があった。金光は通夜篇において、赤木の安楽死実行における一切の世話も引き受けている。
原田 克美
東西戦において赤木とは対立陣営で争った。赤木の自死を阻止すべく拉致まで行おうとしたが、逆に赤木に自由に生きていない事を看破され、愕然とする。
鷲巣 巌
赤木究極の敵と銘打たれ戦後の日本を裏から支配した「闇の王」。アカギが唯一自分の同類と認めた男であり、アカギに初めて生を実感させた人物でもある。

## 備考
- 福本は「理想の男像」「精霊のような存在」と語っている。
- 名前の由来は、名字はカッコいいイメージで俳優の赤木圭一郎からとられた。名前のしげるは収まりがよかったため。
- 福本が「週刊少年「」」のなかのインタビューで「福本作品の中でもっともギャンブルが強いキャラは誰か？」という質問を受けた際、「天か赤木のどちらかである」と答えた。
- 死後10年となる2009年9月27日に「アカギ墓碑開眼法要」並びに十周忌法要が竹書房主催で執り行われた。法要後は武蔵野市吉祥寺のバー・スカラベ店内にて墓碑が展示、2010年4月1日から千葉県いすみ市岬町の「麻雀博物館」に期間限定展示された。その後、墓碑は吉祥寺のバー・SurpasS（閉店）店内での常設展示[1]を経て、2015年7月現在は横須賀市のレストラン「ハングリーズ」にて常設展示中[2]。

## キャスト
声優
- 萩原聖人（アニメ『闘牌伝説アカギ 〜闇に舞い降りた天才〜』、ゲーム『雀魂』、ゲーム『麻雀格闘倶楽部Sp』）
- 草尾毅（ゲーム『アカギ 〜闇に降り立った天才〜』）
- 松崎霜樹（ゲーム『闘牌！ドラマティック麻雀 天 天和通りの快男児』）
- 杉田智和（ゲーム『戦国大戦 1600 ～関ヶ原 序の布石、葵打つ～』）
- 内山昂輝（ゲーム『ポーカーチェイス』・青年）
- 田中秀幸（ゲーム『ポーカーチェイス』・壮年）

俳優
- 柏原崇（Vシネマ『闘牌伝アカギ』『雀魔アカギ』）
- 本郷奏多（連続テレビドラマ『アカギ』）
- 吉田栄作（連続テレビドラマ『天 天和通りの快男児』、特別ドラマ『天 赤木しげる葬式編』）

## その他
- 『アカギ 〜闇に降り立った天才〜』のアニメ版では、ポロシャツの色が青に統一され、ズボンやスニーカーの色が白になった。原作ではあまり統一感が無く、ピンクやオレンジになっている表紙も存在する。
- 中年期となった『天』では、トラ柄のワイシャツに白のスーツになっており、上述の同アニメ最終回のシーンにもこの姿は確認できる。